# 오스트리아 항공의 운항 노선
2019년 4월 기준으로, 오스트리아 항공은 다음과 같은 노선을 운항하고 있다.

## 운항 노선

### 아시아

#### 동아시아
- 중화인민공화국
  - 베이징 - 베이징 수도 국제공항
  - 상하이 - 상하이 푸둥 국제공항
- 일본
  - 도쿄 - 나리타 국제공항 계절편

#### 동남아시아
- 태국
  - 방콕 - 수완나품 국제공항

#### 남아시아
- 몰디브
  - 말레 - 말레 국제공항
- 스리랑카
  - 콜롬보 - 반다라나이케 국제공항 계절편

#### 서남아시아
- 시리아
  - 다마스쿠스 - 다마스쿠스 국제공항
- 요르단
  - 암만 - 퀸 알리아 국제공항
- 이라크
  - 바그다드 - 바그다드 국제공항[3]
  - 아르빌 - 아르빌 국제공항[4]
- 이란
  - 테헤란 - 테헤란 이맘 호메이니 국제공항
- 이스라엘
  - 텔아비브 - 벤구리온 국제공항

#### 중앙아시아
- 아르메니아
  - 예레반 - 즈바르토노즈 국제공항

### 아프리카

#### 남아프리카
- 남아프리카 공화국
  - 케이프타운 - 케이프타운 국제공항

#### 동아프리카
- 모리셔스
  - 포트루이스 - 시우 사구르 람룰람경 국제공항

#### 북아프리카
- 리비아
  - 트리폴리 - 트리폴리 국제공항
- 모로코
  - 마라케시 - 마라케시 메나라 공항 계절편
- 이집트
  - 카이로 - 카이로 국제공항

### 유럽

#### 서유럽
- 영국
  - 런던 - 런던 히드로 국제공항
  - 런던 - 런던 개트윅 국제공항 계절편
  - 런던 - 런던 스탠스테드 공항 계절편
  - 맨체스터 - 맨체스터 공항
  - 버밍엄 - 버밍엄 공항 계절편
  - 본머스 - 본머스 공항 계절편
  - 엑스터 - 엑스터 공항 계절편
  - 카디프 - 카디프 공항 계절편
- 프랑스
  - 파리 - 파리 샤를 드 골 국제공항
  - 리옹 - 생텍쥐페리 국제공항
  - 니스 - 니스 코트다쥐르 공항
  - 뮐루즈 - 바젤 뮐루즈 프라이부르크 공항
- 독일
  - 베를린 - 베를린 브란덴부르크 공항
  - 뒤셀도르프 - 뒤셀도르프 국제공항
  - 라이프치히 - 라이프치히 할레 공항
  - 뮌헨 - 뮌헨 국제공항
  - 슈투트가르트 - 슈투트가르트 공항
  - 쾰른 - 쾰른 본 공항
  - 프랑크푸르트 - 프랑크푸르트암마인 공항
  - 함부르크 - 함부르크 공항
- 네덜란드
  - 암스테르담 - 암스테르담 스히폴 공항
- 벨기에
  - 브뤼셀 - 브뤼셀 공항

#### 중유럽
- 스위스
  - 제네바 - 제네바 국제공항
  - 취리히 - 취리히 국제공항
- 오스트리아
  - 빈 - 빈 국제공항 허브
  - 그라츠 - 그라츠 공항
  - 린츠 - 린츠 공항
  - 인스부르크 - 인스부르크 공항
  - 잘츠부르크 - 잘츠부르크 공항
  - 클라겐푸르트 - 클라겐푸르트 공항

#### 남유럽
- 그리스
  - 아테네 - 아테네 국제공항
  - 로도스 - 로도스 국제공항 계절편
  - 미틸레네 - 미틸레네 국제공항 계절편
  - 사모스 - 사모스 국제공항 계절편
  - 산토리니 - 산토리니 국제공항 계절편
  - 스키아토스 - 스키아토스 국제공항 계절편
  - 카발라 - 카발라 국제공항 계절편
  - 케팔로니아 - 케팔로니아 국제공항 계절편
  - 코르푸 - 코르푸 국제공항 계절편
  - 코스 - 코스 국제공항 계절편
  - 크레타 - 카니아 국제공항 계절편
  - 테살로니키 - 테살로니키 국제공항
  - 이라클리오 - 이라클리오 국제공항 계절편
  - 네아안히알로스 - 네아안히알로스 공항 계절편
  - 미키노스 - 미코노스 공항 계절편
  - 카르파토스 - 카르파토스 공항
  - 히오스 - 히오스 공항 계절편
  - 프레베자 - 악티온 공항 계절편
- 이탈리아
  - 밀라노 - 밀라노 말펜사 국제공항
  - 라메치아테르메 - 라메치아테르메 국제공항
  - 바리 - 바리 카롤 보이티와 공항 계절편
  - 베니스 - 베니스 마르코 폴로 국제공항
  - 볼로냐 - 볼로냐 굴리엘모 마르코니 공항
  - 브린디시 - 브린디시 공항
  - 피렌체 - 페레톨라 공항
- 스페인
  - 바르셀로나 - 바르셀로나 엘프라트 국제공항
  - 말라가 - 말라가 공항
  - 라스팔마스 - 그란 카나리아 공항
  - 알리칸테 - 란사로테 공항
  - 테네리페 - 테네리페 노스 공항
  - 푸에르테벤투라 - 엘마토랄 공항 계절편
- 북마케도니아
  - 스코페 - 스코페 국제공항
- 보스니아 헤르체고비나
  - 사라예보 - 사라예보 국제공항
- 세르비아
  - 베오그라드 - 베오그라드 니콜라 테슬라 국제공항
- 알바니아
  - 티라나 - 티라나 국제공항
- 코소보
  - 프리슈티나 - 프리슈티나 국제공항
- 키프로스
  - 라르나카 - 라르나카 국제공항
- 튀르키예
  - 안탈리아 - 안탈리아 공항
- 포르투갈
  - 푼샬 - 푼샬 공항
  - 파루 - 파루 공항 계절편

#### 동유럽
- 루마니아
  - 부쿠레슈티 - 헨리 코안더 국제공항
  - 이아시 - 이아 국제공항
  - 시비우 - 시비우 국제공항
- 러시아
  - 모스크바 - 도모데도보 국제공항
  - 상트페테르부르크 - 풀코보 국제공항 계절편
  - 로스토프나도누 - 플라토프 국제공항
  - 크라스노다르 - 파시코브스키 공항
- 리투아니아
  - 빌뉴스 - 빌뉴스 국제공항
- 몰도바
  - 키시너우 - 키시너우 국제공항
- 몬테네그로
  - 포드고리차 - 포드고리차 공항
- 벨라루스
  - 민스크 - 민스크 국제공항
- 불가리아
  - 소피아 - 소피아 국제공항
  - 바르나 - 바르나 공항
- 슬로바키아
  - 코시체 - 코시체 국제공항
- 우크라이나
  - 키예프 - 보리스필 국제공항
  - 도네츠크 - 도네츠크 국제공항
  - 드니프로 - 드니프로 국제공항
  - 리비우 - 리비우 국제공항
  - 하르키우 - 하르키우 국제공항
- 체코
  - 프라하 - 프라하 바츨라프 하벨 국제공항
- 크로아티아
  - 자그레브 - 자그레브 국제공항
  - 두브로브니크 - 두브로브니크 공항 계절편
  - 스플리트 - 스플리트 공항 '계절편
- 폴란드
  - 바르샤바 - 바르샤바 프레드릭 쇼팽 국제공항
  - 크라쿠프 - 요한 바오로 2세 국제공항
- 헝가리
  - 부다페스트 - 부다페스트 페리 헤지 국제공항

#### 북유럽
- 노르웨이
  - 오슬로 - 오슬로 가르데르모엔 국제공항
- 덴마크
  - 코펜하겐 - 코펜하겐 카스트럽 국제공항
- 스웨덴
  - 스톡홀름 - 스톡홀름 알란다 국제공항
  - 예테보리 - 예테보리 란테보리 국제공항
- 아이슬란드
  - 레이캬비크 - 케플라비크 국제공항 계절편
- 핀란드
  - 헬싱키 - 헬싱키 반타 국제공항

### 아메리카

#### 북아메리카
- 미국
  - 워싱턴 D.C. - 워싱턴 덜레스 국제공항
  - 뉴욕 - 존 F. 케네디 국제공항
  - 뉴어크 - 뉴어크 리버티 국제공항
  - 로스앤젤레스 - 로스앤젤레스 국제공항
  - 마이애미 - 마이애미 국제공항
  - 시카고 - 오헤어 국제공항
- 캐나다
  - 몬트리올 - 몬트리올 피에르 엘리오트 트뤼도 국제공항

#### 카리브해
- 쿠바
  - 아바나 - 호세 마르티 국제공항

## 단항 노선

### 아시아

#### 동아시아
- 대한민국
  - 서울 - 인천국제공항
- 일본
  - 오사카 - 간사이 국제공항
- 홍콩
  - 홍콩 - 홍콩 첵랍콕 국제공항

#### 동남아시아
- 말레이시아
  - 코타키나발루 - 코타키나발루 국제공항
- 미얀마
  - 네피도 - 네피도 국제공항
- 베트남
  - 호치민 시 - 떤선녓 국제공항
- 브루나이
  - 반다르스리브가완 - 브루나이 국제공항
- 싱가포르
  - 싱가포르 - 싱가포르 창이 국제공항
- 인도네시아
  - 덴파사르 - 응우라라이 국제공항

#### 남아시아
- 네팔
  - 카트만두 - 트리부반 국제공항
- 인도
  - 델리 - 인디라 간디 국제공항
  - 뭄바이 - 차트라파티 시바지 국제공항

#### 서남아시아
- 레바논
  - 베이루트 - 베이루트 국제공항
- 바레인
  - 마나마 - 바레인 국제공항
- 사우디아라비아
  - 리야드 - 킹 칼리드 국제공항[5]
  - 제다 - 킹 압둘아지즈 국제공항[5]
- 아랍에미리트
  - 아부다비 - 아부다비 국제공항
  - 두바이 - 두바이 국제공항
- 오만
  - 무스카트 - 무스카트 국제공항
- 이란
  - 쉬라즈 - 쉬라즈 국제공항
  - 이스파한 - 이스파한 국제공항
- 카타르
  - 도하 - 도하 국제공항
- 쿠웨이트
  - 쿠웨이트 시티 - 쿠웨이트 국제공항
- 파키스탄
  - 카라치 - 진나 국제공항
  - 라호르 - 알라마 이크발 국제공항
  - 폐샤와르 - 폐샤와르 국제공항

#### 중앙아시아
- 아제르바이잔
  - 바쿠 - 헤이다르 알리예프 국제공항
- 조지아
  - 트빌리시 - 트빌리시 국제공항
- 카자흐스탄
  - 아스타나 - 아스타나 국제공항

### 아프리카

#### 서아프리카
- 가나
  - 아크라 - 코토카 국제공항
- 나이지리아
  - 라고스 - 무르탈라 모하메드 국제공항
  - 아부자 - 은남디 아지키웨 국제공항
- 말리
  - 바마코 - 세너우 국제공항
- 베냉
  - 코토누 - 카제훈 공항
- 부르키나파소
  - 와가두구 - 와가두구 공항
- 세네갈
  - 다카르 - 레오폴 세다르 상고르 국제공항
- 시에라리온
  - 프리타운 - 룽기 국제공항
- 앙골라
  - 루안다 - 루안다 콰트루 드 페베레이루 국제공항
- 차드
  - 은자메나 - 은자메나 공항
- 카메룬
  - 야운데 - 은시말렌 국제공항
- 코트디부아르
  - 아비장 - 포르부에 공항
- 콩고 공화국
  - 브라자빌 - 마야마야 공항
- 콩고 민주 공화국
  - 킨샤사 - 은질리 공항
- 토고
  - 로메 - 로메 토코인 공항

#### 남아프리카
- 가봉
  - 리브르빌 - 리브르빌 국제공항
- 남아프리카 공화국
  - 케이프타운 - 케이프타운 국제공항
  - 요하네스버그 - OR 탐보 국제공항
- 적도 기니
  - 말라보 - 세인트 이사벨 국제공항
- 탄자니아
  - 다르에스살람 - 줄리어스 니에레레 국제공항
- 짐바브웨
  - 하라레 - 하라레 국제공항

#### 동아프리카
- 마다가스카르
  - 안타나나리보 - 이바토 국제공항
- 세이셸
  - 마헤 - 세이셸 국제공항
- 에티오피아
  - 아디스아바바 - 볼레 국제공항
- 케냐
  - 나이로비 - 조모 케냐타 국제공항
  - 몸바사 - 모이 국제공항

#### 북아프리카
- 모로코
  - 카사블랑카 - 모하메드 V 국제공항
  - 아가디르 - 알마시라 공항
- 이집트
  - 알렉산드리아 - 알 노즈하 공항

### 유럽

#### 서유럽
- 영국
  - 런던 - 런던 시티 공항
  - 에든버러 - 에든버러 공항
- 프랑스
  - 스트라스부르 - 스트라스부르 공항
- 독일
  - 베를린 - 베를린 테겔 국제공항
  - 뉘른베르크 - 뉘른베르크 공항
  - 도르트문트 - 도르트문트 공항
  - 드레스덴 - 드레스덴 공항
  - 브레멘 - 브레멘 공항
  - 하노버 - 하노버 공항
- 아일랜드
  - 더블린 - 더블린 공항

#### 중유럽
- 스위스
  - 장크트갈렌 - 장크트갈렌 알텐하인 공항

#### 남유럽
- 북마케도니아
  - 오흐리드 - 오흐리드 성 바울 공항
- 보스니아 헤르체고비나
  - 모스타르 - 모스타르 국제공항
  - 바냐루카 - 바냐루카 국제공항
- 스페인
  - 마드리드 - 마드리드 바하라스 국제공항
- 슬로베니아
  - 류블랴나 - 류블랴나 국제공항
- 이탈리아
  - 로마 - 레오나르도 다 빈치 국제공항
  - 밀라노 - 밀라노 리나테 공항
  - 토리노 - 토리노 공항
- 튀르키예
  - 이스탄불 - 아타튀르크 국제공항
- 포르투갈
  - 리스본 - 리스본 포르텔라 국제공항

#### 동유럽
- 라트비아
  - 리가 - 리가 국제공항
- 러시아
  - 모스크바 - 셰레메티예보 국제공항
  - 니지니노브고로드 - 니지니노브고로드 국제공항
  - 로스토프나도누 - 로스토프나도누 공항
  - 소치 - 소치 국제공항
  - 예카테린부르크 - 콜초보 국제공항
- 루마니아
  - 바이아마레 - 바이아마레 공항
  - 티미소아라 - 티미소아라 국제공항
- 불가리아
  - 부르가스 - 부르가스 공항
- 슬로바키아
  - 브라티슬라바 - 브라티슬라바 국제공항
- 에스토니아
  - 탈린 - 탈린 공항
- 폴란드
  - 브로츠와프 - 브로츠와프 코페르니쿠스 공항
  - 카토비체 - 피르조비체 국제공항
  - 포즈나니 - 헨리크 비에니아프스키 공항

#### 북유럽
- 핀란드
  - 헬싱키 - 헬싱키 반타 국제공항

### 아메리카

#### 북아메리카
- 미국
  - 샌프란시스코 - 샌프란시스코 국제공항
  - 애틀란타 - 하츠필드 잭슨 애틀랜타 국제공항
  - 올랜도 - 올랜도 국제공항
- 캐나다
  - 밴쿠버 - 밴쿠버 국제공항
  - 토론토 - 토론토 피어슨 국제공항
- 멕시코
  - 멕시코시티 - 멕시코시티 국제공항
  - 캉쿤 - 캉쿤 국제공항
- 파나마
  - 파나마시티 - 토쿠멘 국제공항

#### 남아메리카
- 베네수엘라
  - 카라카스 - 시몬 볼리바르 국제공항
- 브라질
  - 리우데자네이루 - 리우데자네이루 갈레앙 국제공항
  - 상파울루 - 상파울루 구아룰류스 국제공항
- 아르헨티나
  - 부에노스아이레스 - 미니스토로 피스타리니 국제공항
- 프랑스령 기아나
  - 카옌 - 펠릭스 에보우에 국제공항

#### 카리브해
- 네덜란드령 세인트마르틴
  - 필립스뷔르흐 - 프린세스 줄리아나 국제공항
- 도미니카 공화국
  - 푼타카나 - 푼타카나 국제공항
- 아루바
  - 오라녜스타트 - 퀸 베아트릭스 국제공항
- 자메이카
  - 몬테고베이 - 생스터 국제공항
- 쿠바
  - 바라데로 - 후안 괄베르토 고메스 공항
  - 올긴 - 프랑크 파이스 공항

### 오세아니아
- 오스트레일리아
  - 시드니 - 시드니 킹스포드 스미스 국제공항
  - 멜버른 - 멜버른 공항